# میشل موناهن
میشل لین موناهن (به انگلیسی: Michelle Lynn Monaghan)  (متولد: ۲۳ مارس ۱۹۷۶) بازیگر آمریکایی است که بیشتر به خاطر نقش‌ جولیا مید در سری فیلم‌هایی  مأموریت غیرممکن ۳، مأموریت غیرممکن۴،  مأموریت: غیرممکن ۶ شناخته می‌شود، از دیگر آثار بازیگری او می‌‌توان به بوس بوس بنگ بنگ، ساقدوش، چشم عقاب، کد منبع و مجموعه کارآگاه واقعی اشاره کرد.

## کودکی
موناهن در شهر وینتروپ، آیووا زاده شده‌است. مادرش یک آلمانی-آمریکایی به نام شرون بوده در محل سکونتشان محلی برای مراقبت از کودکان تدارک دیده بود و پدرش رابرت نیز از تبار ایرلندی-آمریکایی‌ها بود که به شغل کشاورزی و کار در کارخانه مشغول بوده. میشل موناهن دو برادر بزرگ‌تر از خود با نام جان و باب دارد که البته خانواده‌اش در مدت ۱۲ سال موفق به سرپرستی و پرورش بیش از ۱۲ کودک دیگر نیز می‌شوند. وی مسیحی کاتولیک است.
میشل موناهن در سال ۱۹۹۴ از دبیرستان فارغ‌التحصیل می‌شود. در مدت دبیرستان در چندین نمایش مشغول بازی بوده. بعد از پایان دبیرستان به شیکاگو، ایلینوی می‌رود تا در رشته روزنامه‌نگاری مشغول تحصیل شود و در این دوره بود که شروع به فعالیت در عرصه مدلینگ می‌کند. فعالیت مدلینگ وی چهره جهانی به خود گرفته و وی را تا ایتالیا، سنگاپور، ژاپن و هنگ کنگ می‌برد. در سال ۱۹۹۹ و در زمانی که فقط یک ترم دیگر تا پایان تحصیلاتش در رشته روزنامه‌نگاری باقی‌مانده بود، تحصیل را رها کرده و به نیویورک می‌رود تا وارد حرفه بازیگری شود. در نیویورک نیز تا پیش از وارد شدن به سینما، موفق شد به عنوان مدل تصاویر خود را در چندین مجله و کاتالوگ منتشر کند.

## بازیگری
از اولین برنامه‌هایی که موناهن در آن‌ها به ایفای نقش پرداخت، مجموعه‌ای تحت عنوان آمریکایی‌های جوان بود که وی موفق به دو بار حضور در آن می‌شود. قانون و نظم: واحد قربانیان ویژه نیز از دیگر مجموعه‌هایی بود که در سال بعد، سال ۲۰۰۱ با بازی وی شروع به پخش شد. اما اولین نقش بزرگ وی که از جدی بودنش در صنعت سینما خبر می‌داد در فیلمی با عنوان عطر رخ داد و در ادامه نیز نقش کوتاهی در فیلم بی‌وفا محصول سال ۲۰۰۲ بازی کرد.
از نقش‌هایی که باعث شهر میشل موناهن شد، نقش کیمبرلی وود در مجموعه درام عامه بوستون بود که نام وی را بر سر زبان‌ها انداخت. از دیگر فیلم‌های بعدی وی می‌توان به در خانواده اجرا می‌شود (۲۰۰۳)، تحول زمستان (۲۰۰۴)، بوس بوس بنگ بنگ (۲۰۰۵) اشاره نمود. البته نقش‌های وی در دو فیلم کنستانتین و سیریانا در فیلم به نمایش در نیامد. در نهایت در فیلم مأموریت غیرممکن ۳ ظاهر شد که در آن نقش کاراکتری به نام جولیا را در کنار بازیگران سرشناس دیگری چون تام کروز ایفا کرده‌است.
در سال ۲۰۰۷ در فیلم کودک دل‌شکن ظاهر شد که در این فیلم با بن استیلر هم‌بازی بود. از دیگر فیلم‌های وی می‌توان به هانا، ساقدوش و چشم عقاب اشاره نمود.
از آخرین آثار وی، بازی در مجموعه کارآگاه واقعی محصول شبکه اچ‌بی‌او بود که در آن با متیو مک‌کانهی و وودی هارلسون هم‌بازی بود.

## زندگی شخصی
میشل موناهن در سال ۲۰۰۰ با هنرمند گرافیک استرالیایی، پیتر وایت آشنا می‌شود و پنج سال بعد، در اوت ۲۰۰۵ با یکدیگر ازدواج می‌کنند. اولین فرزندشان، یک دختر به نام ویلو کاترین وایت در سال ۲۰۰۸ و دومین فرزندشان، یک پسر به نام تامی فرنسیس وایت در سال ۲۰۱۳ متولد می‌شود.
در اکتبر ۲۰۱۱ موناهن به این نکته اشاره می‌کند که دچار سرطان پوست شده‌است. بعد از یک عمل جراحی در این خصوص، گفته می‌شود رو به بهبودی می‌رود و سرطانش مجدد بازنگشته است.

## گزیده فیلم‌شناسی

### سینمایی
- خصلت خانوادگی (۲۰۰۳)
- برتری بورن (۲۰۰۴)
- انقلاب زمستانی (۲۰۰۴)
- سرزمین شمالی (۲۰۰۵)
- بوس بوس بنگ بنگ (۲۰۰۵)
- مأموریت غیرممکن ۳ (۲۰۰۶)
- کودک دل‌شکسته (۲۰۰۷)
- رفته عزیزم رفته (۲۰۰۷)
- چشم عقاب (۲۰۰۸)
- ساقدوش (۲۰۰۸)
- راننده کامیون (۲۰۰۸)
- موعد مقرر (۲۰۱۰)
- در یک جایی (۲۰۱۰)
- کد منبع (۲۰۱۱)
- مأموریت غیرممکن: پروتکل شبح (۲۰۱۱)
- واعظ مسلسل به دست (۲۰۱۱)
- فردا تو رفتی (۲۰۱۲)
- فورت بلیس (۲۰۱۴)
- بهترین من (۲۰۱۴)
- بازی آرام نقش (۲۰۱۵)
- پیکسل‌ها (۲۰۱۵)
- روز میهن‌پرستان (۲۰۱۶)
- بی‌خواب (۲۰۱۷)
- مأموریت: غیرممکن - فال‌اوت (۲۰۱۸)
- حیله: میراث (۲۰۲۰)
- هر نفسی که میکشی (۲۰۲۱)
- خون (۲۰۲۲)
- طلای ریسی (۲۰۲۳)
- نقشه خانوادگی (۲۰۲۴)
- ماکسین (۲۰۲۴)
- نقشه خانوادگی ۲ (۲۰۲۶)
- مرد نجواگر (۲۰۲۶)

### تلویزیونی
- کارآگاه حقیقی (۲۰۱۴–اکنون)
- مسیر (۲۰۱۶)